# Delphine Minoui
Delphine Minoui, nacida en 1974, es una periodista franco-iraní especializada en el mundo iraní.

## Biografía
De madre francesa y padre iraní, Minoui se licenció en Periodismo en 1997 con el número uno de su promoción. En 1999 se graduó en Ciencias Sociales y después se mudó a Irán para ejercer su profesión. Fue corresponsal de France Inter y France Info a partir de 1999 y desde 2002 colabora con Le Figaro, desde Estambul, como reportera especializada en el mundo árabe. También ha dirigido y participado en varios documentales.
En 2006, Delphine Minoui fue la ganadora del premio Albert-Londres por una serie de artículos sobre Irak e Irán.
Ha escrito sobre Nojoud Ali, la primera niña que se divorció en Yemen, sobre Irán, y por su documento sobre la resistencia pacífica siria en Daraya recibió el Gran Premio de las lectoras de la revista Elle en 2018.

## Resumen de la carrera

### Publicaciones
- Delphine Minoui, Jeunesse d'Iran : Les Voix du changement, Paris, Autrement, coll. « Monde », 13 avril 2001, 1re éd., 221 p., 25 cm × 17 cm × 1,5 cm, couverture couleur, broché (SBN 978-2-7467-0103-8, LCCN 2001438000,
- Delphine Minoui, Layla Demay (dir.) et Laure Watrin (dir.) (ill. Sophie Bouxom), Les Pintades à Téhéran : Chroniques de la vie des Iraniennes, Paris, Éditions Jacob-Duvernet, coll. « Les Pintades à », 23 mai 2007, 1re éd., 198 p., 15,5 cm × 24 cm × 1,6 cm, couverture couleur, broché ISBN 978-2-84724-155-6, LCCN 2007485179.
- Delphine Minoui, Layla Demay (dir.) et Laure Watrin (dir.) (ill. Sophie Bouxom), Les Pintades à Téhéran : Chroniques de la vie des Iraniennes, leurs adresses, leurs bons plans, Paris, LGF/Le Livre de poche, coll. « Le Livre de poche », 29 avril 2009, 1re éd., 280 p., 11 cm × 18 cm × 1,6 cm, couverture couleur, broché ISBN 978-2-253-08483-9.
- Delphine Minoui, Tripoliwood, Paris, Grasset, 5 octobre 2011, 1re éd., 208 p., 20,5 cm × 13 cm, couverture couleur, broché (ISBN 978-2-246-79087-7)
- Delphine Minoui, Je vous écris de Téhéran, Paris, Seuil, 5 mars 2015, 1re éd., 317 p., 22 cm × 14,5 cm × 2,2 cm, couverture couleur, broché (ISBN 978-2-02-122357-6)
- Delphine Minoui, Les Passeurs de livres de Daraya, Seuil, 2017.[11][6]

### Filmografía
Codirigió con Bruno Joucla en el documental, Daraya, la biblioteca bajo las bombas (Brotherfilms, 2018), inspirada en su libro Les Passeurs de livres de Daraya.